# Дністрівка
Дністрі́вка (до 1946 — Рестев-Атаки) — село в Україні, у Кельменецькій селищній громаді Дністровського району Чернівецької області.

## Історія
На полі між селами Комарів та Дністрівка розкопані археологами залишки склоробні пізньоримських часів (ІІІ-IV ст. н. е.). Це єдина відома давньоримська склоробня, розташована поза межами імперії і чи не єдина на теренах Західної України пам'ятка, пов'язана зі Стародавнім Римом.
Вперше, село під назвою Рестев, згадується у 1756 р., тоді воно входило до Хотинського цинуту Молдавського князівства. 
Після завершення Другої світової війни у 1946—1947 роках жителі села пережили голод, селяни зазнали репресій та колективізації.
Постановою Президії ВР УРСР від 7 вересня 1946 року село Рестев-Атаки було перейменоване на Дністрівку.
З 1991 року в складі незалежної України.
В 2021 році шляхом об'єднання сільських рад, село увійшло до складу Кельменецької селищної громади.

## Населення
Згідно з переписом УРСР 1989 року чисельність наявного населення села становила 1252 особи, з яких 542 чоловіки та 710 жінок.
За переписом населення України 2001 року в селі мешкали 1204 особи.

### Мова
Розподіл населення за рідною мовою за даними перепису 2001 року:
| Мова       | Відсоток |
| ---------- | -------- |
| українська | 98,59 %  |
| російська  | 0,99 %   |
| молдовська | 0,17 %   |
| румунська  | 0,17 %   |

## Відомі люди
Тут народився Ткач Микола Васильович, учений-фізик.

## Світлини

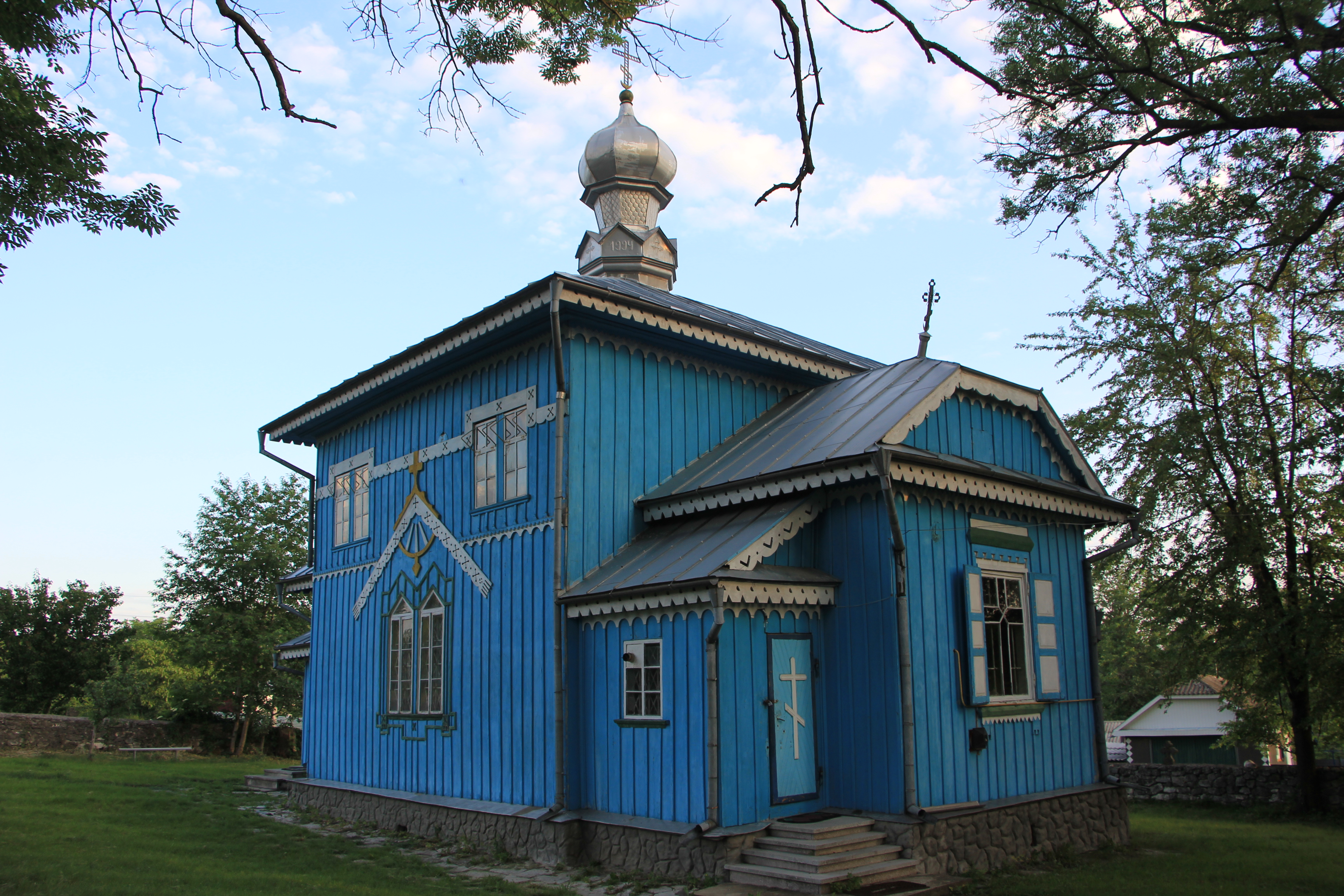
Церква Покрови Пр. Богородиці 1884 с. Дністрівка
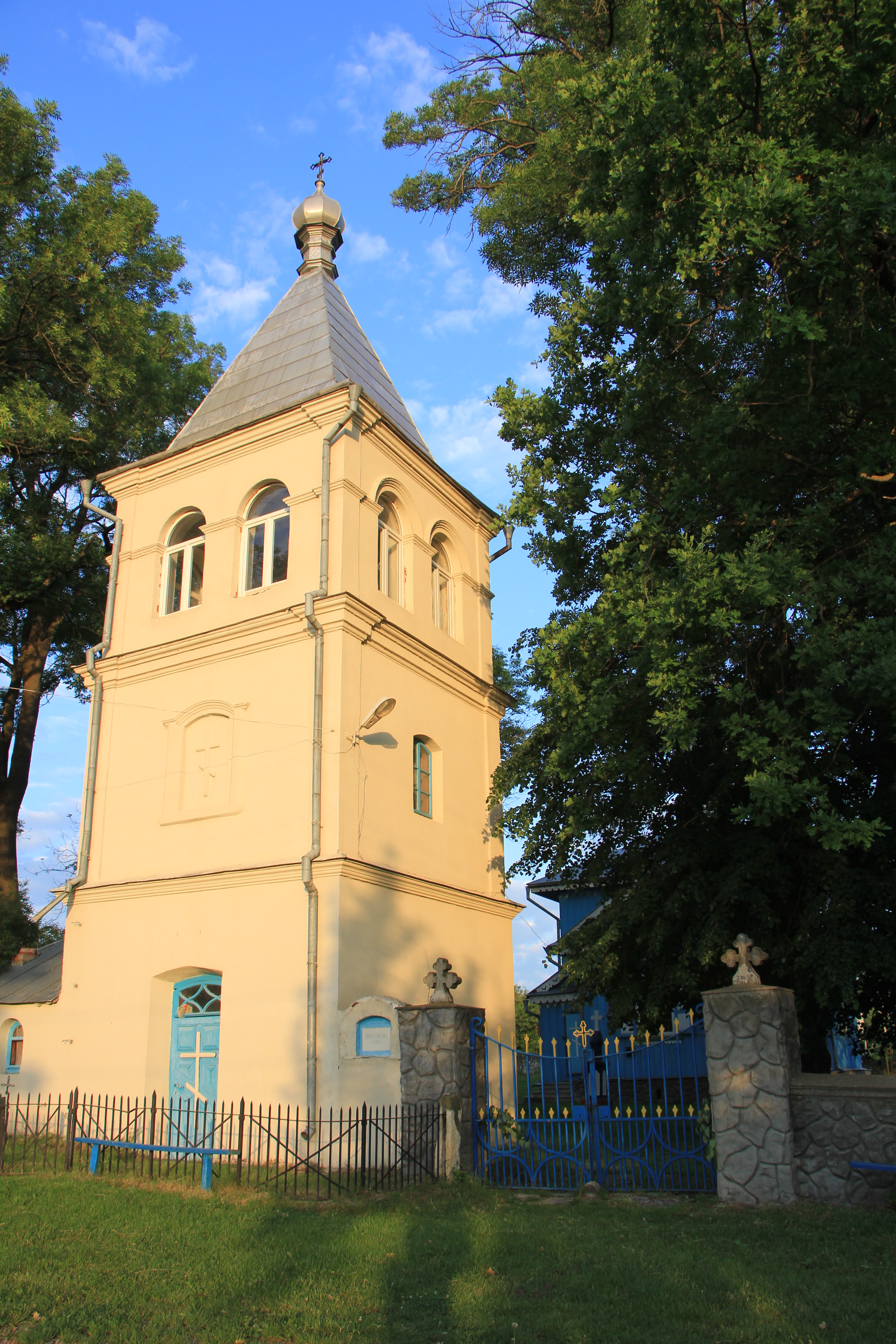
Церква Покрови Пр. Богородиці 1884 с. Дністрівка
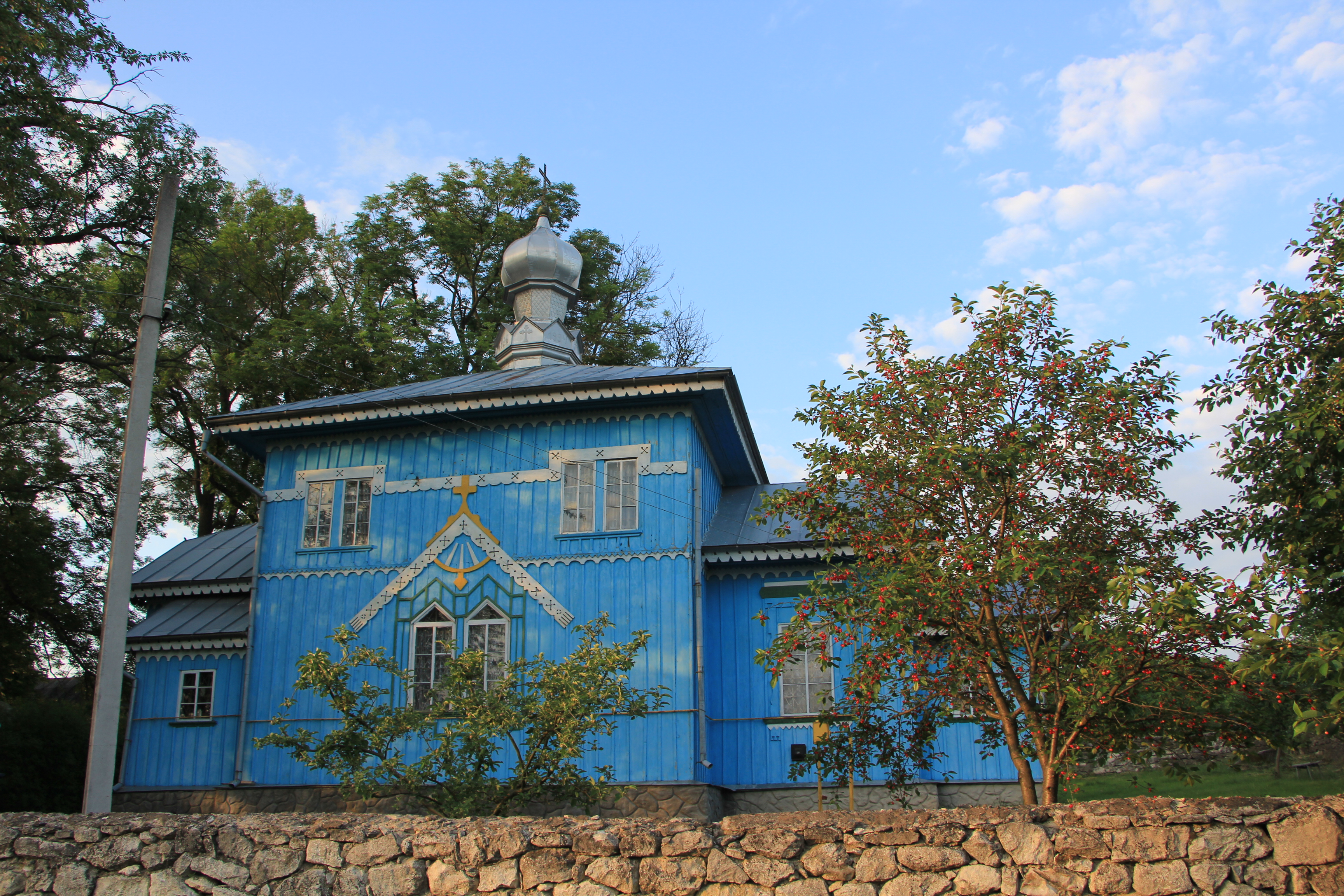
Церква Покрови Пр. Богородиці 1884 с. Дністрівка